# ウバリ
ウバリ(アラビア語：أوباري)はリビア南西部のフェザーン地方のワジ・アル・ハヤー県の県都。アウバーリー（Awbari）とも呼ばれる。2009年の人口は約3.5万人。サハラ砂漠の只中にあるオアシス都市である。
ウバリの町は、Messak Sattafat高原とIdhanウバリ砂丘、それに湖に挟まれたタルガ谷に位置する。植物は湿地や湖岸に生息するほかは、ナツメヤシなどに限られる。ウバリは、ガートに次ぐトゥアレグ人の一派であるケル・アジェール(Kel Ajjer)族の第2の中心都市である。近隣には、かつてガラマンテス人の都だったゲルマや、ガランなどの村がある。
リビア内戦時においては、ウバリは2011年9月22日にリビア国民評議会派によって占領された。2011年11月19日には、ニジェールへと逃れようとしていたサイフ・アル・イスラム・カダフィがウバリの西約50㎞の地点で拘束された。